# ألكس إسكوبار
ألكس إسكوبار (بالإسبانية: Alexander Escobar Gañán)‏ هو لاعب كرة قدم كولومبي في مركز الوسط، ولد في 8 فبراير 1965 في مدينة كالي في كولومبيا. شارك مع منتخب كولومبيا لكرة القدم. أما مع النوادي، فقد لعب مع أتلتيكو مينيرو وأمريكا دي كالي وإل. دي. يو. كيتو وديبورتيفو بيريرا ونادي ميلوناريوس.

## وصلات خارجية
- ألكس إسكوبار على موقع الاتحاد الدولي (مؤرشف)  (الإنجليزية)
- ألكس إسكوبار على موقع قاعدة بيانات كرة القدم.إي يو (الإنجليزية)
- ألكس إسكوبار على موقع ناشيونال فوتبول تيمز (الإنجليزية)